# Sisymbrium yunnanense
Sisymbrium yunnanense là một loài thực vật có hoa trong họ Cải. Loài này được W.W. Sm. miêu tả khoa học đầu tiên năm 1919.